# 新加坡社科大學
新加坡社科大學（英語：Singapore University of Social Sciences），简称新社科大，是一所坐落於新加坡金文泰区的公立應用研究型大學。該校前身可追溯至1964年，並於2017年正名為新加坡新跃社科大學，2024年更名为新加坡社科大学，是新加坡教育部高等教育委员会轄下的法定六间公立大學之一，为新加坡高等学府开创应用型教育和终身学习的先锋。
新社科大是新加坡政府立足于二十一世纪的人才需求、精心打造的社会科学类高等学府。其目标是培养具备全方位才能、创意和有人文关怀的领导者, 藉此履行其为知识型经济创造并传播回馈社会的使命。
跟新加坡其他高等学府相比，新社科大推出的荣誉学士课程将具有高度的灵活度，允许学生在三年至六年内完成学业。所有学生在毕业前需实习至少24周，以及满足至少参与80个小时服务学习的规定。让学生在工作与学习之间更好的理解所学的技能。此外，有别于传统的商科院校大而全的课程，新社科大进一步调整商科类学课类别，推出更专业，更精细，更注重实际运用的科目以便适应新时代下商业要求。大学与本地和国际金融机构例如四大会计事务所，渣打银行，华侨银行与澳新银行等签订实习计划，让新社科大的学生有机会在毕业前累计工作经验。
与此同时，为了培养兼备专业知识和社会服务精神的学生，新社科大社科类课程还包括服务学习的环节。通过与不同的政府与非政府组织合作，鼓励学生发起有意义的服务学习项目，通过这样的平台学以致用，帮助有需要的社群改善生活。
当前新社科大擁有約1万4千名学生，由5个学院组成，提供本科、研究生、和博士生教育，五个学院分别是商学院、人文与社会科学院、法学院、人类发展与社会工作院和科学技术学院，此外，大学还有应用研究中心和针对社会精英人士提供的特别定制的学习课程，以配合新加坡经济发展的需求。

## 校史

### 创办
1964年，因時任新加坡財政部長的韓瑞生倡議而成立，校名新加坡管理学院，后划归新加坡教育部。新加坡经济发展局于1964年6月开始筹建新加坡管理学院（SIM），学院成立于1964年11月28日，是一所以培养高素质管理人才为使命的高等教育学府。
在最初的几年，新加坡管理学院只为高级经理和管理级人员提供管理训练的速成课程。但是，在1973年启动第一项管理知识课程—管理研究文凭课程后，学院先后与十多所国际知名大学合作，陆续扩大课程组合范围，增加文凭课程、学士学位课程、硕士学位课程和博士学位课程。
学院在开设在职人员管理课程方面拥有丰富的经验，因此在1992年，受新加坡教育部委托，增设国际大学学位课程。2002年，当新加坡管理学院得到英国高等教育委员会及大学联合会认可后，国际大学学位课程更名为新加坡管理学院国际大学中心SIM-OUC。

### 升格新跃大学
2005年1月，新加坡教育部批准新加坡管理学院成立新跃大学（SIM University）。同年，新加坡管理学院进行重组，使新跃大学获得独立的管理权。
2006年4月, 新跃大学开始招收第一批学员，同时新跃大学接管了新加坡管理学院国际大学中心现有的注册学员。
2008年1月，政府批准拨款就读学士学位学生40%的学费补贴。
2009年，英国伦敦大学UOL、伦敦政治经济学院LSE、英国伯明翰大学University of Birmingham、纽约州立大学布法罗分校SUNY Buffalo State、澳洲皇家墨尔本理工大学RMIT相继在新加坡管理学院成立直属校区。新加坡管理学院开始接受全世界各地优秀留学生前往留学深造，完成获得美国、英国、澳洲等国知名大学的本科学位与硕士学位。
2011年，政府调高补贴至55%给就读学士学位的学生。

### 正名公立大学之路
2012年，新加坡总理李显龙在国庆群众大会宣布新跃大学将升格第六所公立大学，接受政府全面拨款。
2013年，政府决定在新跃大学设立本地第三所法学院，重点培养民事和刑事法律师。
2014年1月，大学开始第一届全日制课程招生，并接受政府全面资助。
2014年2月，商学院相关课程通过新加坡会计师公会，新加坡注册会计师协会CPA, 會計與企業管制局, 新加坡保险协会，新加坡金融管理局全面资格评审。
2014年6月，科学技术学院相关课程通过新加坡注册工程师公会与新加坡建屋局BCA全面资格评审。
2014年7月，南洋理工大学副校长张起杰被任命为新跃大学新任校长，推动大学转型为应用型公立大学。
2014年10月，新加坡管理大学创始成员，副教务长兼商学院首任院长徐继宗教授被任命为新跃大学教务长（常务副校长），负责学科设计及学术研究。
2016年1月，法学院开始招收第一届学员。
2016年2月，大学通过高等教育资助会评审，提议交付新跃大学董事会批准。
2016年10月，新跃大学董事会一致批准大学升格为新加坡公立大学。
2017年3月，新加坡教育部更名新跃大学为新加坡新跃社科大学重点为社会科学领域培养专才，并延续它为工作人士提供终身学习，同时起草新加坡新跃社科大学自治法提交国会审批。
2017年7月，新加坡国会通过立法三读，授予全面自行评审资格及批准正名为新加坡第六所公立大学。
新加坡总统陈庆炎曾于2010年10月19日在新加坡管理学院新总部的开幕典礼上致词时指出：
“近四十年来，新加坡管理学院保持与国家的经济和工业发展并进，为教育、培训和发展新加坡的人力资源做出贡献。新加坡的战略核心是要建立一个学习型的国家，将以此成为由创意引领的经济体。我希望新加坡管理学院继续为这个战略核心做出贡献。”

### 大学更名
2024年1月9日，新加坡新躍社科大學更名为新加坡社科大学。

## 校園

### 公立大学之后

#### 现址
由于新加坡社科大学才于2017年从新加坡管理学院独立出来，该校的总部设立于该校如今向新加坡管理学院租赁的金文泰路461号，新加坡管理学院管理大楼的C栋与D栋。除去总部与教育设施，该校与新加坡管理学院共用许多公共设施如图书馆、食堂与健身房等。
除了新加坡社科大学位于新加坡管理学院管理大楼的主校区，该校还与新加坡理工学院、义安理工学院等机构建立了合作关系，并共享后者的教室和设施。

#### 新校园计划
2020年8月，创校校長张起杰於接受新加坡海峽時報訪問時透露，正和教育部商討新校園的位置。
2023年9月，第二任校长陈大荣教授在访谈中透露该校的新校址还在与教育部洽谈中。
2025年2月18日，新加坡总理暨财长黃循财在国会宣读财政预算案期间，予告新社科大新校园将位于市区。到3月6日，国会拨款委员会辩论教育部预算期间，教育部长陈振声宣布新校园将兴建在梧槽坊旧址上，予计2030年代中落成，具体占地面积仍有待确定。

### 公立大学之前

#### 主校区
曾经的新躍大学的总部位于金文泰路461号。大学的两所中心是位于南利道41号的新加坡管理学院管理大楼和位于金文泰路535A的金文泰中心。三所中心总共占地面积接近52,000平方米。

#### 校園發展計劃
学院的两所中心是位于南利道41号的新加坡管理学院管理大楼和位于金文泰路535A的金文泰中心。三所中心总共占地面积接近52,000平方米。
大学现有总部建设耗资约1.2亿新元，并于2001年正式开幕。总部占地面积为34,000平方米，建筑面积为44,000平方米，拥有80多个演讲礼堂、辅导教室和会议室以及12个计算机实验室，可容纳多达16,000名学生。学院大部分的学位、文凭和证书的课程及活动都在总部进行。
大学管理大楼占地面积为18,000平方米，主要是举办会员活动、研究生学位课程和经理人员研讨会。大楼内有20个演讲礼堂、会议室、2个电脑室、1个会员休闲厅、1个商务中心和一个图书馆。
金文泰中心占地面积为8,000平方米，它是新加坡社科大学的行政办公地点。中心总共有20个演讲礼堂和辅导教室以及2个计算机实验室。
2009年10月9日，校園擴建計劃正式展開，預計於2014年完成。整個計劃預算為3億新幣，共分為兩個階段，校園面積亦將因而倍增，用以應付急速增加的學生數目和教職員的住宿需要。

## 学科院系
虽然名为新加坡社科大学，但实际上，新加坡社科大学的学科领域远不止社科。该校设有人文和社会科学、商学、法学、纳丹总统人力发展学院和科学技术学院。另有顾问研究机构,  应用研究中心,  持续专业教育中心, 教育与学习中心,  新跃中华学术中心等研究机构。

### 学院
新加坡社科大学共有5所学院，当中有2所为研究院：

#### 文学暨行为科学院
- 提供学士至博士课程的中文学、比较文學、翻译学，心理學、社會學及行为科学課程。

#### 商學院
- 提供会计学，金融学，商业数据分析学，物流及供应链管理学，市场营销学，社会治安学和视觉传播学課程。

#### 纳丹人力发展学院
- 提供包括社会工作学、幼儿教育学（学前教育），顾问咨询学，通识学，人力资源管理学，传播学和教育学七大专业課程。

#### 科学与技术學院
- 提供資訊科技、多媒體、電子工程、航空航天，军事学，數學及环境工程等課程。课程涵盖学士，硕士及博士课程。

#### 法学院
- 提供法学学士学位LLB及法学博士法律课程Juris Doctor。

### 研究机构
- 顾问研究机构
- 应用研究中心
- 持续专业教育中心
- 教育与学习中心
- 新跃中华学术中心

## 著名校友
- 黃靖倫：新加坡主持人、演員及歌手，曾參加《第三屆超級星光大道》
- 馮偉衷：新加坡已故影視男演員、新传媒八公子之一

## 外部連結
- 新加坡社科大學 （页面存档备份，存于）
- 中国教育部涉外监管信息网 （页面存档备份，存于）